# توپ طلای ۱۹۷۳
توپ طلای ۱۹۷۳ (فرانسوی: 1973 Ballon d'Or‎) ۱۸مین رویداد سالیانهٔ توپ طلا بود که از سوی مجلهٔ فرانس فوتبال به بهترین بازیکن فوتبال در سال ۱۹۷۳ اعطا گردید که در این سال، یوهان کرایف برندهٔ توپ طلا شد.

## رتبه‌بندی
| ردیف | نام                 | باشگاه                           | ملیت                                                          | امتیاز |
| ---- | ------------------- | -------------------------------- | ------------------------------------------------------------- | ------ |
| ۱    | یوهان کرایف         | هلند                             | باشگاه فوتبال آژاکس آمستردام                                  | ۹۶     |
| ۲    | دینو زوف            | ایتالیا                          | باشگاه فوتبال یوونتوس                                         | ۴۷     |
| ۳    | گرد مولر            | آلمان غربی                       | باشگاه فوتبال بایرن مونیخ                                     | ۴۴     |
| ۴    | فرانتس بکن‌باوئر     | آلمان غربی                       | باشگاه فوتبال بایرن مونیخ                                     | ۳۰     |
| ۵    | بیلی برمنر          | اسکاتلند                         | باشگاه فوتبال لیدز یونایتد                                    | ۲۲     |
| ۶    | کازیمیرز دینا       | لهستان                           | باشگاه فوتبال لگیا ورشو                                       | ۱۶     |
| ۷    | اوزه‌بیو             | پرتغال                           | باشگاه فوتبال بنفیکا                                          | ۱۴     |
| ۸    | جانی ریورا          | ایتالیا                          | باشگاه فوتبال آ.ث. میلان                                      | ۱۲     |
| ۹    | گونتر نتسر          | آلمان                            | باشگاه فوتبال بروسیا مونشن‌گلادباخ / باشگاه فوتبال رئال مادرید | ۱۱     |
|      | رالف اردستورم       | سوئد                             | Åtvidabergs FF / باشگاه فوتبال پی‌اس‌وی آیندهوون                | ۱۱     |
| ۱۱   | اولی هونس           | آلمان غربی                       | باشگاه فوتبال بایرن مونیخ                                     | ۸      |
| ۱۲   | جاچینتو فاکتی       | ایتالیا                          | باشگاه فوتبال اینتر میلان                                     | ۷      |
|      | Hristo Bonev        | بلغارستان                        | Lokomotiv Plovdiv                                             | ۷      |
| ۱۴   | خوان مانوئل آسنسی   | اسپانیا                          | باشگاه فوتبال بارسلونا                                        | ۵      |
|      | ساندرو مازولا       | ایتالیا                          | باشگاه فوتبال اینتر میلان                                     | ۵      |
|      | Jan Tomaszewski     | لهستان                           | ŁKS Łódź                                                      | ۵      |
| ۱۷   | ووجیمش لوبانسکی     | لهستان                           | باشگاه فوتبال گورنیک زابژه                                    | ۴      |
| ۱۸   | ولفگانگ اویرات      | آلمان غربی                       | باشگاه فوتبال کلن                                             | ۳      |
| ۱۹   | Barry Hulshoff      | هلند                             | باشگاه فوتبال آژاکس آمستردام                                  | ۲      |
|      | هانس-یورگن کرایشه   | آلمان شرقی                       | باشگاه فوتبال دینامو درسدن                                    | ۲      |
|      | بابی مور            | انگلستان                         | باشگاه فوتبال وستهام یونایتد                                  | ۲      |
|      | رولاند سندبرگ       | سوئد                             | Åtvidabergs FF / باشگاه فوتبال کایزرسلاوترن                   | ۲      |
| ۲۳   | پت جنینگز           | ایرلند شمالی                     | باشگاه فوتبال تاتنهام هاتسپر                                  | ۱      |
|      | Vladislav Bogićević | جمهوری فدرال سوسیالیستی یوگسلاوی | باشگاه فوتبال ستاره سرخ بلگراد                                | ۱      |
|      | ایوو ویکتور         | چکسلواکی                         | دوکلا پراگ                                                    | ۱      |
|      | دراگان دزاجیچ       | جمهوری فدرال سوسیالیستی یوگسلاوی | باشگاه فوتبال ستاره سرخ بلگراد                                | ۱      |
|      | دنیس لا             | اسکاتلند                         | باشگاه فوتبال منچستر سیتی                                     | ۱      |

Source: http://www.francefootball.fr/Ballon Or 1973